# Обитель зла 2: Апокалипсис
«Обитель зла 2: Апокалипсис» (англ. Resident Evil: Apocalypse) — американский боевик ужасов по мотивам серии игр Resident Evil. Вышел в кинопрокат в 2004 году и сюжетно является сиквелом к фильму 2002 года «Обитель зла». Фильм использует множество элементов из игр Resident Evil 2, Resident Evil 3: Nemesis и Resident Evil Code: Veronica.
Сценаристом и продюсером картины стал Пол У. С. Андерсон, который также был режиссёром, сценаристом и продюсером первой части; «Апокалипсис» режиссировал Александр Уитт. Андерсон не смог стать режиссёром второй части, так как уже был занят работой над боевиком «Чужой против Хищника». Третий фильм под названием «Обитель зла 3» вышел на экраны 20 сентября 2007 года.

## Сюжет
Корпорация «Амбрелла» собрала новую группу для вскрытия Муравейника, но операция выходит из-под контроля: на группу нападают заражённые вирусом, и инфекция вырывается на свободу. После этого корпорация начинает эвакуацию важных учёных из Раккун-Сити. Но один из них — доктор Чарльз Эшфорд, не желает ехать без дочери, которая находится в школе. Её забирают люди корпорации. На обратном пути в машину врезается бетономешалка. Кортеж выезжает из города без девочки. Спустя 13 часов в городе появляются заражённые. Сотрудник S.T.A.R.S. Джилл Валентайн приходит в свой участок, убивает задержанных-зомби и советует всем бежать из города. Единственный выход из Раккун-Сити возможен через мост Рейвенс-Гейт, где находится контрольно-пропускной пункт корпорации, так как все остальные выходы закрыты. Весь город спешит к мосту. Когда один из горожан превращается в зомби, он кусает сержанта Пейтона Уэллса и получает пулю от Джилл Валентайн. Майор Тимоти Кейн понимает, что вирус распространяется и приказывает закрыть ворота. Всем, кто остался за воротами, приказано вернуться в город.
Раккун-Сити заполнили зомби. С вертолёта отряд наёмников «Амбреллы» замечает на одной из крыш выжившую, которую преследуют зомби. Один из наёмников — Карлос Оливера, требует, чтобы пилот спустился для помощи. Пилот отказывается. Тогда Карлос при помощи товарищей и используя десантный трос, спускается вниз и расстреливает толпу заражённых. За ним спускаются остальные наёмники. Но выжившую уже покусали и она прыгает с крыши. Вертолёт улетает. Наёмники во главе с Оливером пытаются выбраться из города. Уйти живыми удаётся всего лишь троим наёмникам: Карлосу и двум русским — Николаю Жукову и Юрию Логинову, которого укусили. Они пробираются по переулкам и пытаются вызвать вертолёт для эвакуации. Но по рации никто не отвечает. Карлос обращает внимание товарищей на звук вертолёта и они, определив куда он направляется, спешат туда. Кейн приказывает активировать проект «Немезида». С оружием для него и был выслан вертолёт, который заметил Карлос. Немезида забирает оружие и уходит. Добравшись до исследовательского центра «Амбреллы», наёмники находят только пустые ящики из-под оружия. Юрий кусает Карлоса и получает от него пулю в голову. В это же время в лагере за стеной доктор Эшфорд взламывает программу городского видеонаблюдения. Он связывается с Карлосом и предлагает свою помощь, если они спасут дочь.
В городе появляются монстры Лизуны. Эти мутанты нападают на группу выживших людей в церкви, убив двух человек. Через систему слежения в городе доктор Эшфорд выходит на группу выживших — Джилл Валентайн, Терри Моралес, Пейтона Уэллса, к которой присоединилась Элис. Учёный предлагает спасение взамен поисков его дочери Анжелы. Время на поиски составляет одну ночь, поскольку к утру правительство собирается дезинфицировать город при помощи ядерного взрыва. Элис и её спутникам удаётся найти местоположение дочери учёного. По дороге Немезис убивает сержанта Пейтона Уэллса. Это разделяет выживших. Элис пытается увести мутанта, а остальные продолжают путь. Джилл и Терри подбирают на машине ещё одного выжившего — Ли Джефферсона. Зайдя в школу, герои разделяются, чтобы найти девочку. Журналистка, осматривая первый этаж, заходит в один из классов, где на неё нападают мутировавшие дети, которые её съедают. Джилл Валентайн удаётся найти девочку. Анжела рассказывает тайну Т-вируса, реанимирующего мёртвые клетки и производящего мутации в организме. Он был призван дать здоровье парализованным людям, в том числе самой Анжеле, но корпорация «Амбрелла» превратила его в биологическое оружие. Пробираясь по коридорам и убегая от собак-мутантов, выжившие находят помощь от двух бывших сотрудников корпорации из спецотряда, но один из них погибает.
Группа Элис, с присоединившимся Карлосом Оливерой и Анжелой добирается до обещанного вертолёта, но попадает в засаду. Элис приходится сражаться с Немезисом, в котором она узнаёт генетически модифицированного Мэтта. Элис пробуждает в нём прежние воспоминания, вследствие чего он становится на сторону выживших. Мэтт спасает Элис от появившихся вертолётов «Амбреллы», уничтожив один из них выстрелом из ракетницы. Корпус взорванного вертолёта падает на Мэтта и убивает его. После боя Элис и её друзьям удается взлететь с крыши на вертолёте. Элис скидывает на крышу майора Тимоти Кейна, который заставил её драться с Немезисом. Он пытается перестрелять заражённых из пистолета. В безысходности Кейн пытается застрелиться, но патронов в пистолете нет. Его кусает в шею превратившийся Эшфорд, и вслед за ним зомби начинают пожирать майора. Элис на вертолёте летит из города, который уничтожают ракетой с ядерной боеголовкой. Ударная волна от взрыва сбивает вертолёт. Корпорация «Амбрелла» запускает в прессу сообщение, будто в Раккун-Сити произошла авария на АЭС, «худшая со времён взрыва в Чернобыле». Правительство США объявляет Валентайн с Оливерой в розыск.
После крушения вертолёта было обнаружено тело Элис, которая впоследствии просыпается в лаборатории «Амбреллы», но она ничего не помнит. Но когда Элис вспоминает своё имя, неожиданно к ней возвращается память, и со словами: «Меня зовут Элис, и я всё вспомнила» (My name is Alice, and I remember everything), она приводит в бесчувствие охрану и сотрудников лаборатории, пробиваясь к выходу. Взглядом она убивает охранника через камеру слежения. На выходе её ждут превосходящие силы «Амбреллы» и машина с друзьями, которые прибыли освободить её под видом сотрудников корпорации. Приходит приказ пропустить её, и Элис уезжает. Руководитель лаборатории с удовлетворением произносит: «Программа „Элис“ активирована», — при этом в зрачках Элис появляется логотип компании «Амбрелла».

## В ролях
| Актёр             | Роль                            |
| ----------------- | ------------------------------- |
| Милла Йовович     | Элис                            |
| Сиенна Гиллори    | Джилл Валентайн                 |
| Одед Фер          | Карлос Оливера                  |
| Томас Кречман     | майор Тимоти Кейн               |
| Джаред Харрис     | доктор Чарльз Эшфорд            |
| Сандрин Холт      | Терри Моралес                   |
| Софи Вавассеур    | Анжела Эшфорд                   |
| Разаак Адоти      | сержант Пейтон Уэллс            |
| Майк Эппс         | Ллойд Джефферсон Уэйн (Эл Джей) |
| Иэн Глен          | доктор Александр Айзекс         |
| Зак Уорд          | сержант Николай Жуков           |
| Стивен Хайес      | Юрий Логинов                    |
| Герхардт, Том     | зомби                           |
| Мэтью Джей Тейлор | Немезис/Мэтт Эддисон            |
| Эрик Мабиус       | Мэтт Эддисон (во флешбеке)      |

## Отзывы и критика
«Апокалипсис» получил даже больше негативных откликов от критиков, чем первый фильм. Фильм имеет только 20 % на Rotten Tomatoes. Тим Когшелл из Box Office Magazine считает, что «Апокалипсис» «превзошёл первый фильм». Роберт Домингез из New York Daily News сказал, что фильм «должен доставить удовольствие целевой аудитории». Уолтер Чоу из Film Freak Central считает, что «Апокалипсис» это «ужасный сиквел к ужасному фильму».
Виктория Александер (из FilmsInReview.com) сказала «Если вам нравятся крутые тёлки, убивающие зомби, ОЗ:А для вас», хотя она отметила, что «сценарист Пол Андерсон не добавил в фильм какого-то философского подтекста или оправдывания зомби».
Критик Шон Аксмейкер дал фильму оценку С+ и сказал, что режиссёр «стремительно увеличивает темп экшена, затмевая сюжет… скрывая тем самым нелепый сценарий Андерсона». Драган Антулобиггер дал фильму 5/10. Он отметил более эффектное окружение (ставшее возможным благодаря увеличившемуся бюджету), «смертельные пушки… больше взрывов и больше трупов». Он сказал, что, несмотря на «мелкость содержания», есть «интересный дизайн и энергичное направление».
Рецензент Роджер Эберт дал фильму ползвезды, назвав фильм «совершенно бессмысленная трата времени», «мёртвая зона, неинтересный фильм, без творческой фантазии или хотя бы забавного насилия и спецэффектов». Крис Александр из Rue Morgue сказал, что «ОЗ2 это мрачная, бессвязная мешанина, в которой не удалось абсолютно всё, в которой есть орды скучных и тупых зомби-каннибалов». Александр сказал, что режиссёр «Уитт не может снимать экшен», главная героиня «выглядит скучно», «эффекты больше похожи на дефекты».
Критик Роб Блэкуэлдер назвал «Апокалипсис» «глупым, неоригинальным» и настаивает на том, что это «Худший фильм 2004». Блэкуэлдер критиковал фильм за «переполнение стандартными киношными штампами» и «утомительные стереотипы», «невозможно тупой и глупый сценарий с кучей дефектов».

### Кассовые сборы
Фильм собрал в США 23 036 273 $ за уикенд. В мировом прокате фильм собрал 129 342 769 $.
Кассовый успех «Апокалипсиса» дал право на появление продолжения, которое вышло на экраны 20 сентября 2007 года под названием «Обитель зла 3», официальный сайт которого указывал на то, что это будет последний фильм в серии. Позже выяснится, что это не так.

## Саундтрек
Для «Обитель зла: Апокалипсис» существует два альбома. Первый — саундтрек, представляющий музыку из фильма: Killswitch Engage — «The End Of Heartache». Второй — score, созданный Джеффом Данна и исполненный оркестром филармонии.

## DVD
Выход DVD-дисков с фильмом «Обитель зла: Апокалипсис» состоялся 28 декабря 2004 года в Северной Америке.

### Содержание
- Комментарии режиссёра Александра Уитта, продюсера Джереми Болта и исполнительного продюсера Роберта Кулзера.
- Комментарии Миллы Йовович, Одед Фера и Сиенны Гиллори.
- Комментарии сценариста/продюсера Пола Андерсона и продюсера Джереми Болта.
- 20 удалённых сцен.
- Game Over: Resident Evil Reanimated (документальный фильм о создании фильма).
- Corporate Malfeasance: сходства между корпорацией «Амбрелла» и реальным миром.
- Game Babes: появление женских героев в фильме.
- Symphony of Evil: специальные эффекты, использованные в фильме.
- Галерея постеров: коллекция постеров, созданных финалистами online-конкурса.
- Трейлеры фильма.